# Jeanne Birdsall

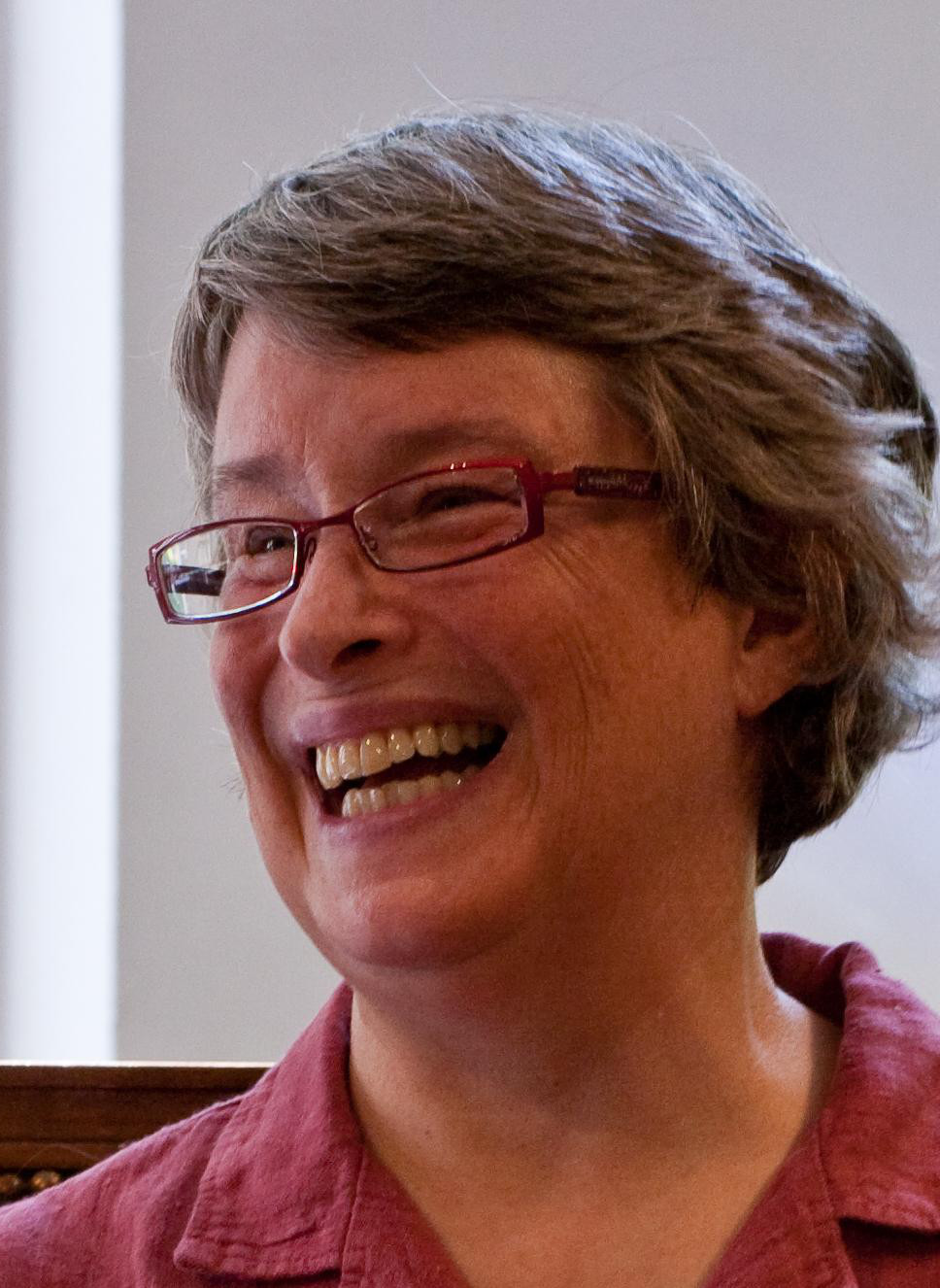
Jeanne Birdsall, 2009

Jeanne Birdsall (* 1951 in Philadelphia in Pennsylvania) ist eine US-amerikanische Kinderbuchautorin.

## Leben
Birdsall wuchs in einem Vorort von Philadelphia auf. Nach der Ausbildung betätigte sie sich zunächst als Fotografin. Einige Werke sind in Dauerausstellungen im Smithsonian und im Philadelphia Art Museum zu sehen. 1992 verfasste sie ihr erstes Kinderbuch unter dem Titel "The Penderwicks. A Summer Tale of Four Sisters, Two Rabbits and a Very Interesting Boy". Es folgten weitere Bücher und Geschichten über die vier Schwestern der Penderwick-Familie (The Penderwicks on Gardam Street etc.). Einige Bücher sind auch als Hörbuch erschienen. Jeanne Birdsall ist verheiratet und lebt in Northampton im Staat Massachusetts.

## Werke
Ihre Penderwickreihe erfuhr Übersetzungen ins Deutsche, ins Französische (Les Penderwick et compagnie : La rentrée de quatre filles, d'un papa célibataire adoré et de nombreuses amoureuses), ins Polnische (Penderwickowie na Gardam Street), ins Italienische (La magica estate delle sorelle Penderwick) und ins Niederländische (De Penderwicks u. a.). Sie verfasste die Einleitung zu einer Neuausgabe von Betty MacDonalds (1907–1958) Nancy and Plum ISBN 0-375-86685-X.
- Die Penderwicks: eine Sommergeschichte mit vier Schwestern, zwei Kaninchen und einem sehr interessanten Jungen. Carlsen, Hamburg 2006, ISBN 3-551-55429-3.
- Die Penderwicks [Tonträger]. Verlag Hörbuch, Hamburg 2007, ISBN 978-3-86742-002-0.
- Die Penderwicks zu Hause. Carlsen, Hamburg 2009, ISBN 978-3-551-55455-0.
- Die Penderwicks zu Hause [Tonträger], Verlag Hörbuch, Hamburg 2009, ISBN 978-3-86742-047-1.
- Flora's Very Windy Day. illustriert von Matt Phelan. Clarion Books, 2010, ISBN 978-0-618-98676-7.
- Die Penderwicks am Meer. Hamburg Carlsen, 2012, ISBN 978-3-551-55456-7.
- Die Penderwicks am Meer [Tonträger]. Verlag Hörbuch, Hamburg 2012, ISBN 978-3-86742-102-7.
- Neues von den Penderwicks. Carlsen, Hamburg 2015, ISBN 978-3-551-55457-4.
- Die Penderwicks im Glück. Carlsen, Hamburg 2018, ISBN 978-3-551-55763-6.

## Auszeichnungen
Neben mehreren Nominierungen für "Best Books" - Listen (Publishers Weekly: Best Book of the Year; Boston Examiner: Best Book for Middle School Readers; Heidelberger Leander Award 2009) wurde sie 2005 mit dem National Book Award in der Kategorie Kinder- und Jugendliteratur ausgezeichnet.